# Honeymoon (песня)
«Honeymoon» (с англ. — «Медовый месяц») — песня американской певицы и автора песен Ланы Дель Рей. Композиция была загружена на YouTube 14 июля 2015 года. Авторами трека являются сама певица и часто работающий с нею автор и продюсер Рик Ноуэлс. Песня была выпущена в качестве второго промосингла в поддержку четвёртого студийного альбома Дель Рей Honeymoon. Продюсировал трек Киерон Мэнзиес. Песня была записана в 2015 году на студии звукозаписи The Green Building в Санта-Монике.

## Музыкальное видео
Музыкальное видео на трек «Honeymoon» было снято и смонтировано Дель Рей. Тогда видео ещё не было выпущено певицей. Когда её спросили, собирается ли она выпускать его, она ответила: «Вы еще не видели полного музыкального видео на песню „Honeymoon“ потому, что я его не выпускала пока что. И я ещё не знаю, выйдет ли оно вообще, ведь я сама его монтировала и снимала». Дель Рей так и не опубликовала видео, сказав: «В нём ничего не происходит». Официальное видео просочилось на канале Тэйлора СикМена YouTube 27 декабря 2015 года, хотя до 24 июня 2016 года, видео так никто и не нашёл, пока ссылкой на него не поделился один из поклонников певицы.

## Релиз
До официального выпуска, текст композиции попал в лирик-бук Ланы Дель Рей, приобрести который мог каждый в рамках турне The Endless Summer Tour в поддержку альбома Ultraviolence. Через некоторое время, Дель Рей опубликовала два отрывка песни в аккаунте Instagram. 14 июля 2015 года на канале певицы в YouTube было опубликовано аудио-видео с полной версией песни. Трек был выпущен в качестве второго промосингла в поддержку четвёртого студийного альбома Дель Рей Honeymoon 7 сентября 2015 года.

## Реакция критиков
После выпуска песни, композиция была встречена с критическим признанием. Обозреватель NME назвал трек «кинематографическим» и «эмоционально захватывающим», прежде, чем описать его, как «возможно, её самая лучшая баллада для замирания сердца». Критик из The Verge описал песню, как «шесть минут блуждающего блаженства». Рецензент Time назвал песню «характерно задумчивой» и «кинематографической», и предположил, что песня больше бы подошла к её альбому Born to Die, нежели к Ultraviolence, который она записала с Дэном Ауэрбахом. Редактор The Independent похвалил песню, назвав её «меланхоличной и красивой». Журналист из Billboard сказал, что песня: «величественнее и более амбициознее всех песен в карьере Дель Рей, записанных ею», описывая композицию, как «эпическую».

## Список композиций
| №  | Название    | Автор(ы)                  | Продюсер(ы)               | Длительность |
| -- | ----------- | ------------------------- | ------------------------- | ------------ |
| 1. | «Honeymoon» | Лана Дель Рей, Рик Ноуэлс | Дель Рей, Ноуэлс, Мэнзиес | 5:50         |

| №  | Название    | Автор(ы)             | Продюсер(ы)               | Длительность |
| -- | ----------- | -------------------- | ------------------------- | ------------ |
| 1. | «Honeymoon» | Дель Рей, Рик Ноуэлс | Дель Рей, Ноуэлс, Мэнзиес | 4:54         |

| №  | Название    | Автор(ы)             | Продюсер(ы)               | Длительность |
| -- | ----------- | -------------------- | ------------------------- | ------------ |
| 1. | «Honeymoon» | Дель Рей, Рик Ноуэлс | Дель Рей, Ноуэлс, Мэнзиес | 5:50         |

## Участники записи
Данные об участниках записи указаны в буклете, прилагавшемся к альбому Honeymoon.

| - Лана Дель Рей — вокал, автор, продюсер - Рик Ноуэлс — акустическая гитара, орган, меллотрон, синтезатор - Киерон Мэнзиес — продюсер, сводка - Нил Крюг — обложка песни | - Патрик Уоррен — струнные, эффекты синтезатора - Курт Бискьюра — ударные - Песня записана на студии The Green Building, Санта-Моника, Калифорния, США | - Мастеринг произведён Адамом Айаном на студии Gateway Mastering Studio, Портленд, Мэн, США - Песня издана R-Rated Music, EMI April, Music Inc (Global Music Rights), Sony/ATV Music Publishing |

## Чарты
| Чарт (2015) | Высшая позиция |
| ----------- | -------------- |
| Франция     | 154            |